# Heaven Out of Hell
Heaven Out of Hell è un singolo promozionale della cantautrice italiana Elisa, pubblicato nel 2001 come estratto dal terzo album in studio Then Comes the Sun.
Il brano è presente nella colonna sonora del film Casomai di Alessandro D'Alatri, ottenendo la sua prima candidatura ai Nastro d'argento alla migliore canzone originale, assieme a Dancing, anch'esso presente nella colonna sonora del film.

## Descrizione
La canzone, come Gift, è dedicata alla madre di Elisa, alla quale si rivolge dicendo "fai dell'inferno il paradiso".

## Promozione
Il singolo del brano non uscì nei negozi; il brano entrò nella programmazione radiofonica a partire dal 18 ottobre 2001. Il 17 gennaio 2002 uscì un secondo promo contenente due remix della canzone e una versione live registrata il 14 novembre 2001. Uno dei remix e il live furono inclusi nel singolo di Rainbow, uscito un mese dopo. Nell'aprile del 2002 la canzone è apparsa nella colonna sonora del film Casomai di Alessandro D'Alatri (nel video della canzone appaiono immagini tratte dal film).
Il disco promozionale di Heaven Out of Hell fu pubblicato anche in Europa nel 2003 per il lancio della raccolta Elisa. Questo singolo, dal titolo leggermente modificato, contiene due versioni inedite del brano.
Il brano è stato utilizzato come colonna sonora della campagna pubblicitaria dell'acqua Levissima nel 2005. L'anno seguente è stato inserito nella raccolta di Elisa Soundtrack '96-'06, mentre nel 2007 il brano è stato riarrangiato e inserito nella raccolta Caterpillar.

## Video musicale
Il videoclip, girato da Alessandro D'Alatri e prodotto da Magic Moments S.r.l., vede la partecipazione dei due protagonisti del film Casomai, Fabio Volo e Stefania Rocca, e dei due campioni di pattinaggio su ghiaccio Barbara Fusar Poli e Maurizio Margaglio. In questo videoclip si vede Elisa completamente nuda circondata da piccole catene luminose; la scelta di apparire nuda, come lei stessa ha affermato, è stata dovuta al fatto che non riusciva a trovare un abito che si intonasse con la scenografia del video (costituita da catene luminose e neve a terra).

## Riconoscimenti
- Nastro d'argento
  - 2002 – Candidatura alla miglior canzone originale[1] (candidatura ex-equo con Dancing)

## Tracce
Testi di Elisa, musiche di Elisa e Corrado Rustici.
CD promozionale (Italia)
1. Heaven Out of Hell (Album Edit) - 4:54

CD promozionale Remixes (Italia)
1. Heaven Out of Hell (Sensual Heaven Remix) - 4:12
2. Heaven Out of Hell (Live at Tropical Pizza) - 4:30
3. Heaven Out of Hell (Sensual Heaven Sentimental Mix) - 4:13

CD promozionale (Europa)
1. Heaven (Out of Hell) (Bedroom Rockers Remix) - 4:01
2. Heaven (Out of Hell) (Radio Edit)

## Classifica
| Classifica (2001) | Posizione massima |
| ----------------- | ----------------- |
| Italia (airplay)  | 1                 |